# Tonträgerunternehmen
Tonträgerunternehmen (umgangssprachlich Schallplattenfirma, Plattenfirma) ist ein Verlag der Unterhaltungs- oder Musikindustrie, der die Produktion und den Vertrieb akustischer Werke wie Musik, Hörbücher und Hörspielen auf Tonträgern betreibt.

## Allgemeines
Der Begriff Tonträgerunternehmen ist neutral und umfasst alle heute noch erhältlichen Musik-Tonträger wie insbesondere Schallplatten, Kompaktkassetten, Compact Discs, MiniDisks oder DVD-Audio. Durch die Markteinführung der Compact Disc im Jahre 1982 wurde die Schallplatte weitgehend verdrängt, sodass die Bezeichnungen Schallplattenfirma oder Plattenfirma nicht mehr der Realität entsprachen und dem Begriff Tonträgerunternehmen weichen mussten. Heute verkaufen Tonträgerunternehmen Musik auch in „nicht-physischer“ Form als Musik-Download (Audiodateien zum Herunterladen).
Tonträgerunternehmen bilden heute den wichtigsten Teil der Musikindustrie, zu der neben Musiklabels auch Musikverlage, Tonstudios oder Interpreten gehören.

## Geschichte

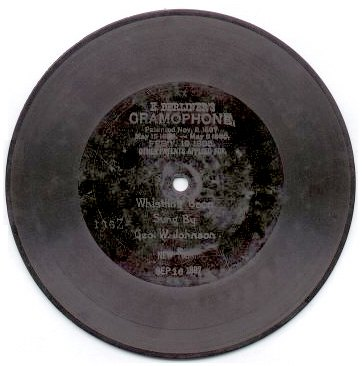
Berliner Gramophone Co. #196 – Schallplatte vom 16. September 1897 mit George W. Johnsons “Whistling Coon”

Am 27. Juni 1887 wurde mit der „American Gramophone Co.“ durch den aus Deutschland ausgewanderten Emile Berliner weltweit die erste Plattenfirma gegründet. Es folgte die 1888 in Philadelphia gegründete „Berliner Gramophone Co.“, an welcher Berliner nur wenige Aktien besaß. Er hatte zuvor am 8. November 1887 und am 15. Mai 1888 in den Vereinigten Staaten die Patente 372.786 und 382.790 für das von ihm erfundene Grammophon erhalten. Die ersten Schallplatten entwickelte Berliner am 25. Oktober 1887 aus wachsbeschichtetem Zink. Die erste Schallplatte der Berliner Gramophone Co. erschien im Mai 1888 unter der Tonträgerkatalog-# 1 mit Chef-Trompeter Emil Cassi der Rough Riders unter dem Musiktitel Bugle Calls.
Einige Quellen behaupten, dass bis zum Herbst 1894 etwa 25.000 Schallplatten und 1.000 Abspielgeräte die Berliner-Fabrik verlassen haben sollen, 1898 waren es bereits über 700.000 Stück. Die nächsten drei amerikanischen Labels entstanden mit Edison Amberol (Juni 1888), Columbia Records (Januar 1889 als „Columbia Phonograph Co.“) und Victor Talking Machine Company (Januar 1901).
Am 6. November 1898 gründeten Emil und sein Bruder Joseph Berliner in Hannover die Deutsche Grammophon GmbH. Hier begann auch die Massenproduktion der Schellack-Schallplatte. Am 27. Juni 1900 wurde die Deutsche Grammophon GmbH in Deutsche Grammophon AG mit Sitz in Berlin umfirmiert und führte 1901 bereits 5000 Musiktitel im Katalog. Im Jahr 1900 verlegte die Deutsche Grammophon den Sitz der Verwaltung nach Berlin und wurde in eine Aktiengesellschaft umgewandelt, Schallplatten wurden weiter in Hannover hergestellt. Am 16. Juli 1900 wurde das Warenzeichen Nipper, der Mischlingshund vor dem Grammophon, registriert. In London entstand im Oktober 1899 His Master’s Voice, die deutsche Carl Lindström GmbH wurde im Februar 1904 (AG seit Juni 1908) gegründet. Am 8. Mai 1925 entstand die Electrola als Tochter der EMI und „Gramophone Co. Ltd“. Im Februar 1929 erfolgte die Gründung der englischen Decca Records, im August 1934 folgte die US-Schwester der Decca.
Heute dominieren lediglich noch drei Major-Labels als Tonträgerunternehmen den Musikmarkt, und zwar Universal Music Group, Warner Music Group und Sony Music Entertainment. Der letztgenannte Konzern begann im Januar 1888 als Columbia Records. Damit handelt es sich bei den Anbietern um ein Oligopol.

## Organisation
Die Aufbauorganisation von Tonträgerunternehmen ähnelt der von anderen Unternehmensarten. Sie verfügen über Stabsstellen (Personalabteilung, Organisationsabteilung, Rechtsabteilung) und Dienstleistungsstellen wie Marketing, Verwaltung, Kantine oder Fuhrpark. Was Tonträgerunternehmen von anderen Unternehmensarten unterscheidet, ist die Dominanz des künstlerisch-schöpferischen Bereichs.
Die wichtigste typische Funktion in Tonträgerunternehmen übernimmt der Artists-and-Repertoire-Bereich (A&R), der sich im Rahmen des Talentmanagements mit der Entdeckung und Förderung neuer Interpreten (englisch talent scouting), der Betreuung vorhandener Interpreten (Talent Relationship Management) sowie der Suche nach neuen Musiktrends befasst. Entweder prüfen A&R-Manager die Ergebnisse einer Audition oder von eingesendeten Demotapes oder werden durch andere Quellen (Massenmedien, Konzerte) auf Künstler aufmerksam. Auch Castings kommen für die Künstlersuche in Frage. Der A&R-Manager entscheidet, ob ein Act für das Tonträgerunternehmen mit einem Künstlervertrag verpflichtet wird. Die nachfolgenden Tonaufnahmen im Tonstudio werden entweder vom Tonträgerunternehmen oder von freien Musikproduzenten vorfinanziert und über einen so genannten Bandübernahmevertrag des Tonträgerunternehmens weiterverkauft. Das Mastertape wird als Vorlage für die CD-Herstellung benutzt.
Ein weiterer Bereich ist das Management der häufig als Abteilung integrierten Plattenlabels, die durch einen Label-Manager geführt werden. Die Promotionsabteilung übernimmt die Aufgabe, gemeinsam mit der Public-Relations-Abteilung neue Tonträger den Massenmedien vorzustellen. Üblich ist die kostenlose Überlassung der Tonträger an Disc Jockeys von Radiosendern oder Videojockeys bei Musikfernsehsendern, die ungewollt als Marketinginstrument der Tonträgerunternehmen fungieren. Je nach Fertigungstiefe können einem Tonträgerunternehmen auch eigene Tonstudios oder Presswerke angehören.